# Henhenet
| h · n | h · n · t |

| h · n | h · n · t |

Henhenet byla staroegyptská královna, vedlejší manželka faraóna Mentuhotepa II. z 11. dynastie. Její hrobka (DBXI.11) a malá zdobená kaple byly nalezeny v chrámovém komplexu jejího manžela v Dér el-Bahrí spolu s hrobkami dalších pěti královen:, Ašajet, Kauit, Kemsit, Sadeh a Majet. Většina z nich byla kněžky Hathor.

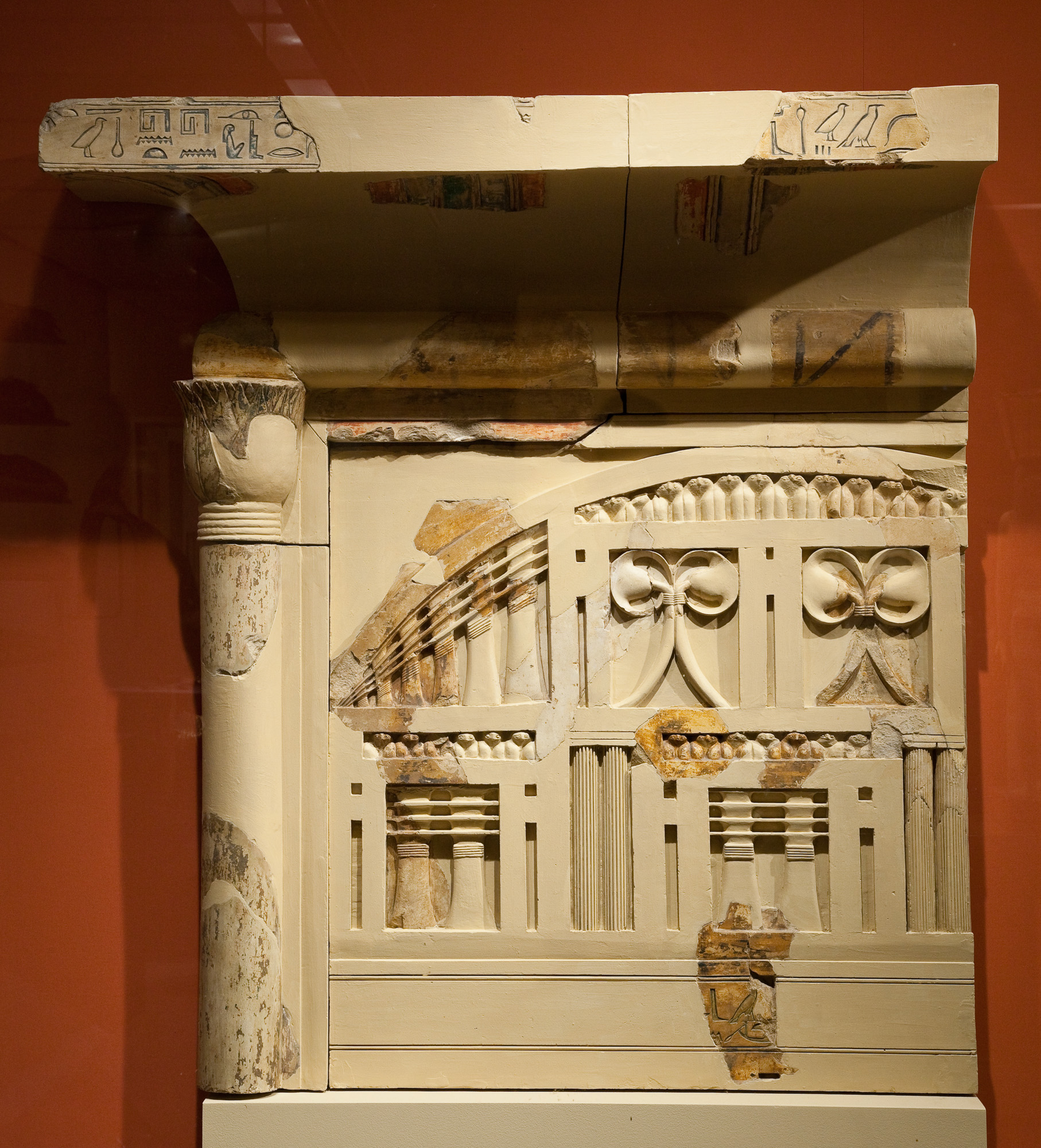

Na rozdíl od sarkofágů ostatních královen nebyl její zdoben. Nachází se na něm jen nápis. Její mumie ukazuje, že zemřela při porodu, když jí bylo zhruba 21 let.